# Rasipuram
Rasipuram är en ort i Indien.   Den ligger i distriktet Namakkal och delstaten Tamil Nadu, i den södra delen av landet, 1 900 km söder om huvudstaden New Delhi. Rasipuram ligger 234 meter över havet och antalet invånare är 48 950.
Terrängen runt Rasipuram är varierad, och sluttar söderut. Runt Rasipuram är det tätbefolkat, med 383 invånare per kvadratkilometer. Rasipuram är det största samhället i trakten. Omgivningarna runt Rasipuram är en mosaik av jordbruksmark och naturlig växtlighet.